# Royale Entente Bertrigeoise
Royale Entente Bertrigeoise is een Belgische voetbalclub uit Bertrix. De club is aangesloten bij de KBVB met stamnummer 4267 en heeft blauw en rood als clubkleuren. De club speelde in zijn geschiedenis af en toe in de nationale reeksen.

## Geschiedenis
Omstreeks 1935 werd Football Club de Bertrix gesticht, dat op 19 juni van dat jaar aansloot bij de KBVB en 2264 als stamnummer kreeg. In 1942 vond de stichting van Union Club Saint-Etienne Bertrix plaats. Die club sloot dat jaar eveneens aan bij de KBVB en kreeg 3422 als stamnummer. Al in 1945 fusioneerden beide clubs en zo werd Entente Bertrigeoise geboren. Het reglement van de KBVB verplichtte beide teams hun stamnummer te laten vallen en de club kreeg 4267 als nieuw stamnummer.
In 1952 bereikte de club voor het eerste de nationale reeksen, meer bepaald de pas gecreëerde Vierde klasse die vanaf dat jaar als nationaal bevorderingsniveau dienstdeed. Bertrigeoise werd echter afgetekend laatste, en zakte meteen weer na een jaar. In 1954 keerde men terug in Bevordering, maar opnieuw werd men afgetekend laatste, ditmaal met amper 8 punten in 30 wedstrijden. De club zakte weer naar de provinciale reeksen, waar men de komende decennia zou blijven spelen.
Het duurde tot 1990 eer men een nieuwe promotie naar Vierde klasse kon vieren. Het werd ook ditmaal geen succes. De ploeg eindigde voorlaatste en zakte opnieuw. Bij het vijftigjarig bestaan in 1995 kreeg de vereniging de koninklijke titel, waarop men in 1996 de naam Royale Entente Bertrigeoise aannam.
In 2005 promoveerde men nog eens naar Vierde klasse. Ditmaal kon de club zich voor het eerst handhaven in Bevordering. Het tweede seizoen slaagde men er zelfs in derde te worden en een plaats in de promotie-eindronde af te dwingen. Daar bleek in de eerste ronde echter Rupel Boom FC te sterk. Ook in 2007/08 streed men mee met de beteren, maar Bertrix greep nipt naast een plaats in de eindronde. Bertrix bleef een van de toppers in zijn reeks. In 2008/09 werd men derde en opnieuw haalde men de eindronde. Na een zege tegen KSV Bornem werd men er dit jaar na strafschoppen uitgeschakeld door Torhout 1992 KM. Uiteindelijk kende de club in 2009/10 wel succes. Bertrix bleek de sterkste van zijn reeks en won met ruime voorsprong. De ploeg had tijdens het seizoen slechts één competitienederlaag geleden. Voor het eerst promoveerde de club zo naar Derde klasse.
Aan het einde van het 2017/18 seizoen werd bekendgemaakt dat Betrix stopte met zijn eerste ploeg en enkel verder zou gaan met zijn jeugdafdelingen en reservenploeg in Derde provinciale Luxemburg (het laagste provinciale niveau van Luxemburg). Op 30 Juni 2019 werd de club geschrapt wegens te hoog oplopende schulden.
Hierna werd een nieuwe ploeg opgestart in de laagste Provinciale klasse met als naam FC Bertrix en stamnummer 9716.

## Erelijst
- Vierde Klasse

Winnaar (1x): 2010

## Resultaten
| Seizoen | Klasse | Klasse | Klasse | Klasse | Klasse | Reeks                   | Punten | Opmerkingen                                            |
|         | I      | II     | III    | IV     | P.I    |                         |        |                                                        |
| ------- | ------ | ------ | ------ | ------ | ------ | ----------------------- | ------ | ------------------------------------------------------ |
| 2004/05 |        |        |        |        | 1      | Eerste Prov. Lux.       |        |                                                        |
| 2005/06 |        |        |        | 7      |        | Vierde Klasse D         | 44     |                                                        |
| 2006/07 |        |        |        | 3      |        | Vierde Klasse D         | 47     | Verlies in eindronde voor promotie tegen Rupel Boom FC |
| 2007/08 |        |        |        | 5      |        | Vierde Klasse D         | 52     |                                                        |
| 2008/09 |        |        |        | 4      |        | Vierde Klasse D         | 55     | Verlies in eindronde voor promotie                     |
| 2009/10 |        |        |        | 1      |        | Vierde Klasse D         | 73     |                                                        |
| 2010/11 |        |        | 3      |        |        | Derde Klasse B          | 62     |                                                        |
| 2011/12 |        |        | 15     |        |        | Derde Klasse A          | 31     |                                                        |
| 2012/13 |        |        | 18     |        |        | Derde Klasse B          | 26     |                                                        |
| 2013/14 |        |        |        | 12     |        | Vierde Klasse D         | 32     |                                                        |
| 2014/15 |        |        |        | 11     |        | Vierde Klasse D         | 37     |                                                        |
| 2015/16 |        |        |        | 8      |        | Vierde Klasse D         | 41     |                                                        |
| 2016/17 |        |        |        | 7      |        | Derde klasse Am. ACFF B | 32     |                                                        |
| 2017/18 |        |        |        | 13     |        | Derde klasse Am. ACFF B | 36     | Laatste seizoen van de club                            |

## Bekende (ex-)spelers
- Frédéric Brillant
- Gilles Colin
- Sidi Farssi
- Jérome Nollevaux
- Bertin Tomou

## Bekende (ex-)trainers
- Thierry Siquet